# Tipula saylori
Tipula saylori är en tvåvingeart som beskrevs av Alexander 1961. Tipula saylori ingår i släktet Tipula och familjen storharkrankar. Inga underarter finns listade i Catalogue of Life.